# Montargis
Montargis és un municipi francès, situat al departament de Loiret i a la regió de Centre - Vall del Loira. El 2021 tenia 15.061 habitants.